# Gare de Saint-Ay
Gare de Saint-Ay – przystanek kolejowy w Saint-Ay, w departamencie Loiret, w Regionie Centralnym, we Francji.
Jest przystankiem kolejowym Société nationale des chemins de fer français (SNCF), obsługiwanym przez pociągi TER Centre kursujące między Tours, Blois i Orleanem.

## Położenie
Znajduje się na wysokości 103 m n.p.m. na km 134,969 linii linii Paryż – Bordeaux, pomiędzy stacjami Chaingy-Fourneaux-Plage i Meung-sur-Loire.